# Ladislav Štoll
Ladislav Štoll (26. června 1902 Jablonec nad Nisou – 6. ledna 1981 Praha) byl český marxistický literární kritik, představitel stalinistického (ždanovského) pojetí teorie umění, československý politik Komunistické strany Československa, poúnorový poslanec Národního shromáždění ČSR a ministr vlád Československa.

## Biografie

### Mládí a veřejné aktivity před rokem 1945
Narodil se v rodině nájemce zámeckého hostince na Malé Skále u Turnova Emila Štolla (1873–1917, zahynul v první světové válce, pochován v Békešské Čabě v Maďarsku) a jeho ženy Anny, rozené Škopánové (1878–1927). Vystudoval reálku v Turnově (1920) a obchodní dopravní abiturientský kurs na jednoroční obchodní akademii v Praze-Karlíně (1921), vojenskou službu absolvoval u letectva (1922–24). V roce 1930 jako mimořádný posluchač navštěvoval přednášky F. X. Šaldy a Zdeňka Nejedlého na Filosofické fakultě Univerzity Karlovy. Pracoval v Praze v Eskomptní bance a Živnobance jako úředník, odkud byl v roce 1931 propuštěn za článek Úředníci v Levé frontě o sympatiích bankovního úřednictva ke komunismu a jeho postavení v době krize. Po svém propuštění se stal komunistickým novinářem a začal se věnovat literární kritice.
Roku 1926 vstoupil do KSČ, v roce 1929 se oženil. Byl předním členem Levé fronty a odpovědným redaktorem stejnojmenného časopisu. Od roku 1934 byl redaktorem Rudého práva. Roku 1934 byl stranou vyslán do Moskvy jako překladatel Marxových a Engelsových spisů z němčiny; v Moskvě zůstal s rodinou až do roku 1936. S Juliem Fučíkem se podílel na českém vysílání moskevského rozhlasu. Mobilizace se zúčastnil jako poručík bombardovací letky detašované v Horních Počernicích. Během okupace Československa pracoval v Akciové společnosti pro zpracování kukuřice (1939–1945), podílel se na vydávání ilegálního Rudého práva, za což byl v roce 1944 několikrát vyšetřován gestapem.

### Veřejné a politické aktivity po roce 1945
V roce 1947 se stal místopředsedou Kulturní jednoty, která sdružovala kulturní a uměleckou obec. V dubnu 1948 patřil k hlavním řečníkům na Sjezdu národní kultury.
Po roce 1948 vystřídal mnoho politických funkcí, ve kterých vždy obhajoval marxisticko-leninské a stalinistické pojetí literatury. Jeho kritika odsoudila mnoho významných literátů do pozice, kdy nemohli publikovat. Jeho kritiky a postoje vůči katolickému okruhu spisovatelů napomohly jejich věznění. V roce 1950 publikoval zásadní ideologické dílo Třicet let bojů za českou socialistickou poesii, které v následujících letech rozdělilo uměleckou obec na schvalované a potlačované tvůrce a směry.
Od roku 1946 byl profesorem a později rektorem Vysoké školy politické a sociální, což je dodnes často zmiňováno jako světová rarita – Štoll byl totiž pouhým absolventem reálky a jednoročního kursu na obchodní akademii. Od roku 1952 byl předsedou vládní komise pro budování ČSAV, pak náměstkem ministra školství a posléze se stal přímo členem vlády. V roce 1953 působil ve vládě Viliama Širokého jako ministr vysokých škol, v letech 1953–1954 v téže vládě jako ministr školství. V následující druhé vládě Viliama Širokého v letech 1954–1960 byl ministrem kultury. V těchto funkcích se podílel na stagnaci české literatury a zákazech literárních projevů odlišných od stalinistické doktríny.
Zároveň byl dlouhodobě předním funkcionářem KSČ. VIII. sjezd KSČ ho zvolil za člena Ústředního výboru Komunistické strany Československa. IX. sjezd KSČ, X. sjezd KSČ, XI. sjezd KSČ, XII. sjezd KSČ, XIII. sjezd KSČ, XIV. sjezd KSČ a XV. sjezd KSČ ho ve funkci potvrdil. V roce 1955 a znovu roku 1962 mu byl udělen Řád republiky. Roku 1951 a 1972 se stal laureátem státní ceny Klementa Gottwalda a roku 1973 získal Řád Vítězného února.
Od roku 1956 byl členem korespondentem ČSAV, od roku 1960 akademikem. V letech 1949–1952 zastával funkci rektora Vysoké školy politických a hospodářských věd a v letech 1956–1961 působil coby rektor Institutu společenských věd při ÚV KSČ.
Po roce 1960 začala s uvolňováním literatury klesat i jeho moc, přesto se podílel na zákazu představení Otvírání studánek Bohuslava Martinů v divadle Laterna magika a odchodu režiséra Alfréda Radoka do exilu. V letech 1962–1968 vedl Ústav pro českou a světovou literaturu ČSAV. Významně se podílel na „normalizaci“ v kultuře a společenských vědách. Byl např. významným spoluautorem zásadního prohlášení Naše cesta je leninismus z března 1970.
Roku 1972 byl opětovně jmenován ředitelem Ústavu pro českou a světovou literaturu ČSAV, kterým byl až do své smrti. Po smrti mu byl vystrojen státní pohřeb, jeho urna byla proti jeho poslední vůli uložena v Národním památníku na Vítkově, od roku 1990 je podle svého přání pochován v rodinné hrobce na Malé Skále.

#### Výzvy (výběr)
Ladislav Štoll byl signatářem těchto dokumentů: 
- Májové poselství kulturních pracovníků českému lidu! Zveřejnilo Rudé právo dne 15. 5. 1946, roč. 26, č. 113, s. 1. Jednalo se o prokomunistický manifest před volbami 1946.
- Kupředu, zpátky ni krok! Výzva, jež byla poprvé publikována dne 25. února 1948 na podporu komunistického převratu.[12]
- Za nové tvůrčí činy ve jménu socialismu a míru. Zveřejnilo Rudé právo dne 29. ledna 1977, roč. 57. č. 24. Dokument je známý jako „Anticharta“.

#### Kritika Ladislava Štolla na 2. sjezdu československých spisovatelů
Ve svém referátu na pracovní konferenci Svazu československých spisovatelů v roce 1950 odsoudil Ladislav Štoll ve svém vystoupení Třicet let bojů za českou socialistickou poesii zejména poesii Františka Halase. František Hrubín na 2. sjezdu československých spisovatelů toto stanovisko emotivně negoval, mj. slovy: "...Budoucí vykladači Halasova díla nesmějí opomenout Nezvalův rozbor, zatímco Štollův jim nebude k žádnému užitku...".

## Dílo
S publikováním v tisku začal během vojenské služby u letectva, které ho inspirovalo k prvním básním. Především psal poezii povídky a fejetony pro levicové časopisy. V meziválečném období se zpočátku pokoušel o beletristickou tvorbu (Člověk v aeroplánu, Otrávený chléb), od roku 1928 se věnoval literární kritice podřízené zájmům KSČ.
- Člověk v aeroplánu, 1927 (Opus o letectví – více komentář Oty Ulče)[16]
- Otrávený chléb, 1929
- Politika a světový názor, 1946
- Zápas o nové české myšlení, 1947
- Skutečnosti tváří v tvář, 1948
- Třicet let bojů za českou socialistickou poesii, 1950
- Veliký člověk Maxim Gorkij, 1951, projev, vydáno i knižně
- Literatura a kulturní revoluce, 1959
- Z bojů na levé frontě, 1964, rozšířené vydání 1977
- O tvar a strukturu v slovesném umění, 1966, 1972
- Umění a ideologický boj., dva díly první do r. 1959 a druhý do 1971
- O modernosti a modernismu v umění, 1974
- Socialismus a osobnosti, 1974
- Básník a naděje, přepracované vydání, 1975
- Občan F. X. Šalda, 1977
- K dějinám politických ideologií v období renesance, 1983
- Z kulturních zápasů, 1986